# جي. ويليام بوب
جي. ويليام بوب هو محامي وشخصية أعمال وسياسي أمريكي، ولد في 2 فبراير 1938، وتوفي في 8 يونيو 2014. نشط حزبياً في الحزب الديمقراطي. وقد انتخب عضو مجلس نواب تينيسي ‏.